# Lijst van rijksmonumenten in Haaren (plaats)
De plaats Haaren telt 19 inschrijvingen in het rijksmonumentenregister. Hieronder een overzicht.
| Object | Oorspronkelijke functie?  | Bouwjaar                                                         | Architect            | Locatie                    | Coördinaten?                  | Nr.?   | Afbeelding                                                                                                  |
| --- | ------------------------- | ---------------------------------------------------------------- | -------------------- | -------------------------- | ----------------------------- | ------ | --- |
| Boerderij van het Kempische langgeveltype, onder rieten wolfdak, ramen met kleine roedenverdeling en luiken | Boerderij                 | 19e eeuw                                                         |                      | Holleneind 4               | 51° 35' 47" NB, 5° 11' 58" OL | 18891  | Boerderij van het Kempische langgeveltype, onder rieten wolfdak, ramen met kleine roedenverdeling en luiken |
| Boerderij van het Kempische langgeveltype, onder rieten wolfdak, ramen met kleine roedenverdeling, luiken   | Boerderij                 | begin 19e eeuw                                                   |                      | Holleneind 23A             | 51° 36' 3" NB, 5° 12' 31" OL  | 18892  | Meer afbeeldingen                                                                                           |
| Tot woonhuis verbouwde boerderij van het Kempische langgeveltype onder rieten wolfdak                       | Boerderij                 | 18e of begin 19e eeuw                                            |                      | Pastoor Jansenstraat 24    | 51° 35' 46" NB, 5° 14' 3" OL  | 18894  | Tot woonhuis verbouwde boerderij van het Kempische langgeveltype onder rieten wolfdak                       |
| 'Het oude raadhuis'                                                                                         | Bestuursgebouw en onderdl | 1768 (jaartal)                                                   |                      | Pastoor Jansenstraat 13    | 51° 35' 47" NB, 5° 14' 5" OL  | 18895  | 'Het oude raadhuis'                                                                                         |
| Oudste gedeelte van het groot-seminarie                                                                     | Onderwijs en wetenschap   | 1837                                                             |                      | Raamse Akkers 14           | 51° 36' 49" NB, 5° 13' 1" OL  | 18896  | Oudste gedeelte van het groot-seminarie                                                                     |
| Tot woonhuizen verbouwde boerderij onder rieten wolfsdak                                                    | Boerderij                 | 18e eeuw                                                         |                      | Tempeliersweg 1            | 51° 35' 52" NB, 5° 12' 59" OL | 18897  | Meer afbeeldingen                                                                                           |
| Toren, overblijfsel van de middeleeuwse St. Lambertuskerk                                                   | Kerk en kerkonderdeel     | 15e eeuw                                                         |                      | Kerkeind 2                 | 51° 35' 51" NB, 5° 12' 57" OL | 18898  | Meer afbeeldingen                                                                                           |
| Haarendael: Huize Gerra                                                                                     | Kerkelijke dienstwoning   | 1853                                                             |                      | Rijksweg 3                 | 51° 37' 2" NB, 5° 12' 53" OL  | 517015 | Haarendael: Huize Gerra                                                                                     |
| Haarendael: kerk                                                                                            | Kerk en kerkonderdeel     | 1936-1940                                                        | J. Bedaux            | bij Raamse Akkers 14       | 51° 36' 46" NB, 5° 13' 6" OL  | 517016 | Haarendael: kerk                                                                                            |
| Sint-Lambertuskerk                                                                                          | Kerk en kerkonderdeel     | 1912-1914                                                        | W.Th. van Aalst      | Monseigneur Bekkersplein 4 | 51° 36' 8" NB, 5° 13' 42" OL  | 517024 | Meer afbeeldingen                                                                                           |
| Nemerlaer: hoofdgebouw                                                                                      | Kasteel, buitenplaats     | 14e eeuw (oorsprong) 17e eeuw (toren) 1969 (uitgebrand en rest.) |                      | Kasteellaan 2              | 51° 35' 22" NB, 5° 13' 55" OL | 520097 | Meer afbeeldingen                                                                                           |
| Nemerlaer: parkaanleg                                                                                       | Tuin, park en plantsoen   | 19e eeuw of ouder                                                |                      | Kasteellaan bij 2          | 51° 35' 22" NB, 5° 13' 55" OL | 520098 | Meer afbeeldingen                                                                                           |
| Nemerlaer: bijgebouw                                                                                        | Bijgebouwen kastelen enz. | 18e eeuw of ouder                                                |                      | Kasteellaan bij 2          | 51° 35' 22" NB, 5° 13' 55" OL | 520100 | Meer afbeeldingen                                                                                           |
| Nemerlaer: inrijhek                                                                                         | Tuin, park en plantsoen   | 19e eeuw of ouder                                                |                      | Kasteellaan bij 2          | 51° 35' 22" NB, 5° 13' 55" OL | 520101 | Meer afbeeldingen                                                                                           |
| Nemerlaer: dam met hek                                                                                      | Tuin, park en plantsoen   | 19e eeuw of ouder                                                |                      | Kasteellaan bij 2          | 51° 35' 22" NB, 5° 13' 55" OL | 520102 | Upload foto                                                                                                 |
| Nemerlaer: sculpturen, bestaande uit een stel hardstenen wapenstenen en twee dito sokkels                   | Tuin, park en plantsoen   | tweede kwart 18e eeuw                                            |                      | Kasteellaan bij 2          | 51° 35' 22" NB, 5° 13' 55" OL | 520103 | Upload foto                                                                                                 |
| Haarendael: poortgebouw                                                                                     | Kerk en kerkonderdeel     | 1936-1940                                                        | M.J. Granpré-Molière | bij Raamse Akkers 14       | 51° 36' 46" NB, 5° 13' 6" OL  | 526012 | Meer afbeeldingen                                                                                           |
| Haarendael: poort                                                                                           | Kerk en kerkonderdeel     | 1936-1940                                                        | M.J. Granpré-Molière | bij Raamse Akkers 14       | 51° 36' 46" NB, 5° 13' 6" OL  | 526013 | Meer afbeeldingen                                                                                           |
| Belversche Akkers: terrein met sporen van bewoning van de Steentijd tot de Middeleeuwen                     | Archeologisch monument    |                                                                  |                      | Belvert, Belversche Akkers | 51° 36' 17" NB, 5° 14' 53" OL | 531046 | Meer afbeeldingen                                                                                           |